# De arte venandi cum avibus
De arte venandi cum avibus (en latín, en español literalmente: Sobre el arte de cazar con pájaros), título en alemán Von der Kunst zu beizen, también llamado Falkenbuch (Libro de los halcones), es un tratado sobre cetrería, caza y ornitología, publicado por Federico II Hohenstaufen entre 1241 y 1248, escrito en latín y anotado por su hijo Manfredo de Sicilia.

## Antecedentes
Guías médicas para el cuidado de halcones fueron trasmitidas en Occidente, así como aquellas provenientes de los centros culturales orientales y arábicos, desde el siglo X; si bien provienen de escritos más antiguos. Los tratados esenciales de cetrería del siglo XII se crearon en la corte real normanda de Palermo, pero fueron formulados de manera relativamente sucinta. Federico II también conocía el De animalibus libri de Aristóteles, un tratado sobre los animales traducido del árabe al latín por el astrólogo de la corte Miguel Escoto. También conocía De scientia venandi per aves, un manual del halconero árabe Moamin, que había sido traducido por un magister Theodor a encargo de Federico en 1240 y estaba disponible en muchas copias.

## Contenido

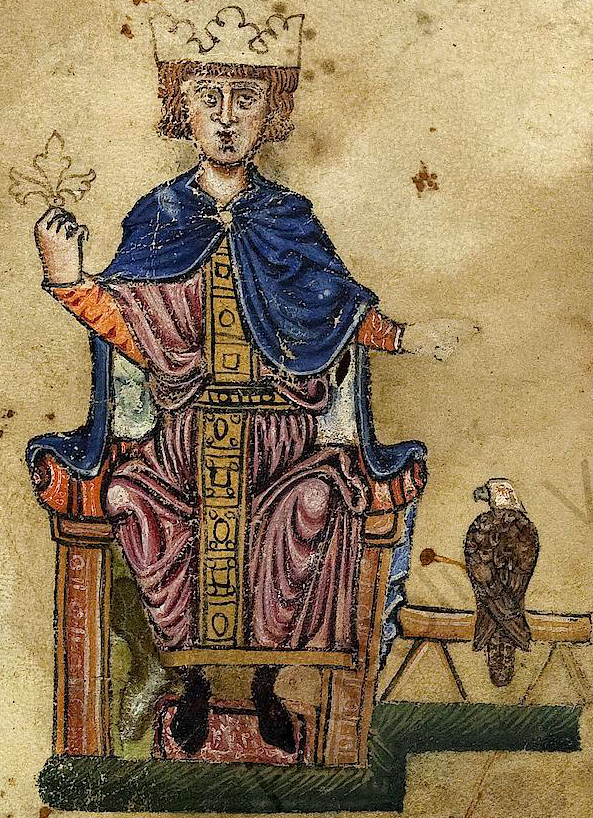
Federico II con su halcón en la segunda página del "Manuscrito Manfred" (Biblioteca Apostólica Vaticana, Pal. lat 1071)

Además de una introducción a la ornitología en general, la obra también contiene instrucciones sobre la crianza, entrenamiento y uso de halcones para la caza.

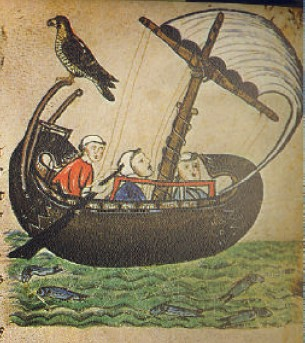
De arte venandi cum avibus con un halcón en un velero

El texto está ilustrado con más de 900 imágenes de alrededor de 80 especies de aves diferentes. Muestra las posturas específicas de las aves, pero también los cetreros, así como sus actividades y herramientas. También proporciona informaciones sobre cómo operar una cetrería.
El libro se basa en las experiencias prácticas del autor y sus cetreros. Federicó formuló su objetivo de la siguiente manera: Nuestra intención es hacer visibles las cosas que son como son ("Intentio vero nostra est manifestare ea quae sunt sicut sunt"). El emperador no rehuyó cuestionar a autoridades reconocidas como Aristóteles y Plinio cuando sus afirmaciones no concordaban con su propia experiencia.

## Evaluación
El libro fue el trabajo estándar sobre la cetrería hasta bien entrados los tiempos modernos. Esto se debe principalmente a la precisión científica y el enfoque sistemático del autor, que trabaja con métodos empíricos y, por lo tanto, está muy por delante de sus contemporáneos. Se basa en sus propias experiencias obtenidas de los experimentos: al tapar los ojos de un ave de rapiña, intenta determinar si está usando su sentido del olfato para cazar; también experimenta con huevos de aves para averiguar si el calor del sol es suficiente para la cría. Sus experiencias dan al autor el apoyo que necesita para atreverse a criticar a Aristóteles.
Debido a las ricas iluminaciones, la obra también tiene una importancia histórico-artística. En la exposición estatal de Baja Sajonia, El emperador Federico II, El mundo y la cultura mediterráneas se dedicó una unidad de exhibición separada al libro. En el catálogo de la exposición, el historiador Michael Menzel describe la obra como el “big bang del conocimiento ornitológico”.

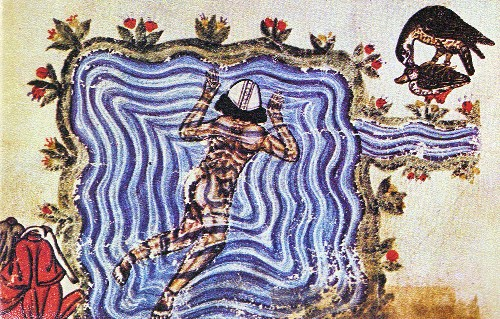
Halconero siguiendo a su halcón en el lago

## Historia de las ediciones
El manuscrito original de Federico II se perdió en 1248 durante el sitio de Parma. En la transmisión del texto se pueden identificar dos redacciones:
- una versión con los dos primeros libros (versión abreviada), que se puede encontrar hoy en Roma y Viena, Ginebra, Stuttgart y dos veces en París;
- la versión más famosa del libro de texto es el Codex Palatinus latinus 1071, un manuscrito iluminado que ahora se conserva en la Biblioteca del Vaticano, encargado por el hijo de Federico, Manfredo de Sicilia. El códice de pergamino consta de 111 páginas escritas a dos columnas en formato folio (aquí de unos 36×25 cm). Esta, probablemente la copia más hermosa del texto, contiene imágenes extraordinariamente realistas de pájaros, halconeros y sus herramientas en colores brillantes. El manuscrito también contiene anotaciones de Manfred, cada una de las cuales comienza con "Rex", "Rex Manfredus" o "addidit Rex" (lat. rey, rey manfredo, el rey añadido ) están marcados.[6]
- una versión en seis libros, ahora en Bolonia (Biblioteca Universitaria Ms. lat. 717), París, Nantes, Valencia, Rennes y Oxford, que está estructurada de la siguiente forma:
  - En el libro I se clasifican las aves (acuáticas, terrestres e intermedias, rapaces y no rapaces). Trata de las migraciones y de las características biológicas y morfológicas de las aves, se describen los órganos externos e internos de las diversas especies, con especial atención a las alas, el plumaje y las particularidades del vuelo.
  - El Libro II trata del equipamiento para la práctica de la cetrería, los métodos de captura de los halcones y su alimentación, las pestañas (costura de los párpados para hacerlos más dóciles), el adiestramiento y las características del cetrero.
  - El Libro III contiene la descripción de las complejas fases del adiestramiento del halcón a pie, a caballo y al curricán, y del adiestramiento de los perros de caza.
  - El Libro IV está dedicado a los métodos de caza de la grulla con el halcón gerifalte.
  - En el libro V se habla del adiestramiento del halcón sacre para cazar garzas.
  - El libro VI trata de la caza de aves acuáticas con el halcón peregrino.

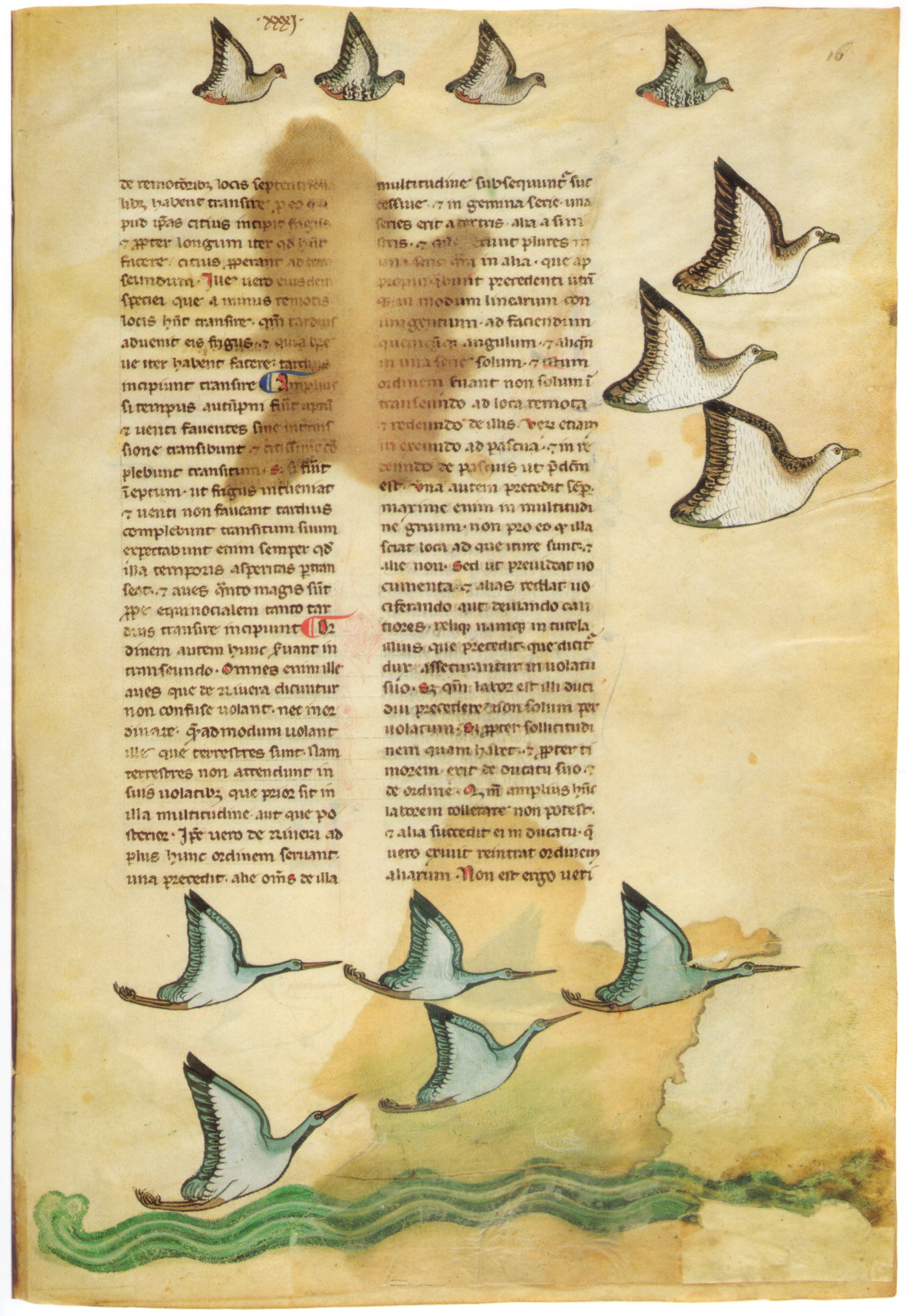
Aves migratorias en una página de la edición de la Bibliotheca Apostolica Vaticana.

La primera traducción de la obra fue al francés, encargada hacia 1300 por Juan II, señor de Dampierre, vizconde de Troyes.
La primera edición impresa del manuscrito latino (en la versión de dos libros) fue publicada en Augsburgo en 1596 por Markus Welser. Joachim Camerarius le había dado temporalmente el Manfred Codex, que estaba en su poder en ese momento. El manuscrito probablemente llegó a la Bibliotheca Palatina a través de su hijo Ludwig Camerarius. Ludwig había estado durante mucho tiempo al servicio de los electores Federico IV y Federico V. Pero el trabajo estuvo poco tiempo en el magnífico Palacio de Heidelberg sobre el Neckar. Después de que Tilly tomara Heidelberg durante la guerra de los Treinta Años, este optimus Germaniae literatae thesaurus (el tesoro de libros más preciado de Alemania), pasó del Duque Maximiliano I al Papa Gregorio XV en Roma, como muestra de agradecimiento por la victoria de la Liga Católica sobre la Unión Protestante. En la primavera de 1623, los libros fueron transportados a través de los Alpes.

## Implicaciones para la cetrería moderna
Carlos Guillermo Federico de Brandenburgo-Ansbach entretuvo en el siglo XVIIII en su finca Triesdorf cerca de Ansbach con 51 empleados una de las cetrerías más grandes de Europa. En 1756 encargó al decano y rector de la escuela latina de Gunzenhausen, Johann Erhard Pacius, que tradujera el libro  de Federico II bajo el título Von der Kunst zu beizen , éste ejecutó la "orden", pero tuvo que informarse sobre el lenguaje técnico de la cetrería con los halconeros flamencos en la corte. Después de que el DFO (Orden alemana de halcones - Asociación para la cetrería, la ciencia y protección de aves rapaces) reviviera la cetrería en Alemania en 1923, las listas de palabras de Pacius se adoptaron parcialmente. Así es como las expresiones flamencas entraron en la terminología de la cetrería alemana moderna.

## Traducciones
- Kaiser Friedrich II.: Über die Kunst mit Vögeln zu jagen. übers. und hrsg. von Carl Arnold Willemsen. 2 Bände. Insel, Frankfurt am Main 1964.
- H. Schöpffer: Des Hohenstaufen-Kaisers Friedrich II Bücher von der Natur der Vögel und der Falknerie, mit den Zulässen des Königs Manfred. Paul Parey, Berlin 1896.
- Casey A. Wood, F. Marjorie Fyfe: The Art of Falconry: Being the De Arte Venundi cum Avibus of Frederick II Hohenstaufen. Stanford University Press, Stanford 1943.
- Anne Paulus, Baudouin Van den Abeele: Frédéric II de Hohenstaufen, L’art de chasser avec les oiseaux. Traduction intégrale en français du traité de fauconnerie De arte venandi cum avibus. (= Cynegetica. 1). J. Laget – LAME, Nogent-le-Roi 2000.

- Kaiser Friedrich II: Sobre el arte de cazar con pájaros. trans. y ed. por Carl Arnold Willemsen. 2 volúmenes. Insel, Fráncfort del Meno 1964.
- H. Schöpffer: Los libros del emperador Federico II de Hohenstaufen sobre la naturaleza de las aves y la cetrería, con el permiso del rey Manfredo. Paul Parey, Berlín 1896.
- Casey A. Wood, F. Marjorie Fyfe: El arte de la cetrería: ser el De Arte Venundi cum Avibus de Frederick II Hohenstaufen. Prensa de la Universidad de Stanford, Stanford 1943.
- Anne Paulus, Baudouin Van den Abeele: Frédéric II de Hohenstaufen, L'art de chasser avec les oiseaux. Traduction integrale en français du traité de fauconnerie De arte venandi cum avibus. (= Cinegetica. 1). J. Laget-LAME, Nogent-le-Roi 2000.

## Literatura
- Baudouin van den Abeele: The Latin treatises on falconry of the Middle Ages. Dissertation. UC Louvain 1991.
- Stefan Georges: Das zweite Falkenbuch Kaiser Friedrichs II. Quellen, Entstehung, Überlieferung und Rezeption des Moamin. Mit einer Edition der lateinischen Überlieferung (= Wissenskultur und gesellschaftlicher Wandel. Bd. 27). Akademie Verlag, Berlin 2008, ISBN 978-3-05-004483-5. Rezension
- Johannes Fried: Kaiser Friedrich II. als Jäger. In: Werner Rösener (Hrsg.): Jagd und höfische Kultur im Mittelalter, V&R 1997, S. 149–166.
- Heinz Peters: Falke, Falkenjagd, Falkner und Falkenbuch. In: Reallexikon zur deutschen Kunstgeschichte. Tl. 6, 1973, S. 1251–1366.
- Matthias Schramm: Frederick II of Hohenstaufen and Arabic Science. in Science in Context 14, 2001, S. 289–312.
- Carl Arnold Willemsen (Hrsg.): Das Falkenbuch Kaiser Friedrichs II. Nach der Prachthandschrift in der Vatikanischen Bibliothek. (= Die bibliophilen Taschenbücher. Nr. 152). Harenberg, Dortmund 1980, ISBN 3-88379-152-0.